# 王品盛
王品盛（1954年—），河北泊头人，汉族，中华人民共和国政治人物、第十一届全国人民代表大会四川地区代表。
毕业于四川东风电机厂技校，是中共党员。担任四川东风电机厂有限公司焊接分厂冷作工。2008年起担任全国人大代表。